# Pradalunga
Pradalunga – miejscowość i gmina we Włoszech, w regionie Lombardia, w prowincji Bergamo.
Według danych na styczeń 2009 gminę zamieszkiwało 4555 osób przy gęstości zaludnienia 542,9 os./1 km².